# Novafeltria

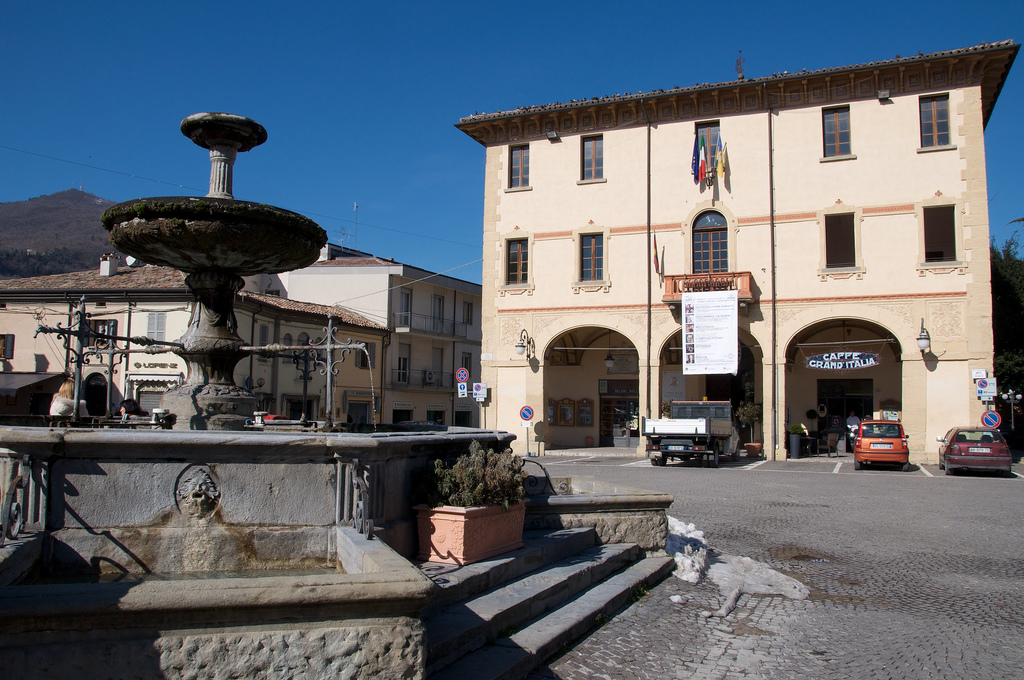
Centrum van Novafeltria

Novafeltria is een gemeente in de Italiaanse provincie Rimini (regio Emilia-Romagna) en telt 7380 inwoners (01/01/2011). De oppervlakte bedraagt 41,78 km², de bevolkingsdichtheid is 177 inwoners per km².
De gemeentelijke frazioni zijn: Miniera, Novafeltria-Centrum, Perticara, Sartiano, Secchiano, Uffogliano, Torricella.

## Demografie
Novafeltria telde ongeveer 2775 huishoudens. Het aantal inwoners steeg in de periode 1991-2001 met 2,5% volgens cijfers uit de tienjaarlijkse volkstellingen van ISTAT.
| Jaar | Inwoneraantal |
| ---- | ------------- |
| 1991 | 6562          |
| 2001 | 6724          |

## Geografie
Novafeltria grenst aan de volgende gemeenten: Maiolo, Mercato Saraceno (FC), Pennabilli, San Leo, Sant'Agata Feltria, Sogliano al Rubicone (FC), Talamello, Torriana.
Acqualagna · Apecchio · Auditore · Barchi · Belforte all'Isauro · Borgo Pace · Cagli · Cantiano · Carpegna · Cartoceto · Casteldelci · Colbordolo · Fano · Fermignano · Fossombrone · Fratte Rosa · Frontino · Frontone · Gabicce Mare · Gradara · Isola del Piano · Lunano · Macerata Feltria · Maiolo · Mercatello sul Metauro · Mercatino Conca · Mombaroccio · Mondavio · Mondolfo · Monte Cerignone · Monte Grimano · Monte Porzio · Montecalvo in Foglia · Monteciccardo · Montecopiolo · Montefelcino · Montelabbate · Montemaggiore al Metauro · Novafeltria · Orciano di Pesaro · Peglio · Pennabilli · Pergola · Pesaro · Petriano · Piagge · Piandimeleto · Pietrarubbia · Piobbico · Saltara · San Costanzo · San Giorgio di Pesaro · San Leo · San Lorenzo in Campo · Sant'Agata Feltria · Sant'Angelo in Lizzola · Sant'Angelo in Vado · Sant'Ippolito · Sassocorvaro · Sassofeltrio · Serra Sant'Abbondio · Serrungarina · Talamello · Tavoleto · Tavullia · Urbania · Urbino
- Virtual International Authority File: 248711527
- WorldCat: E39PCjqXv9fPmkHgQYhHmrVh6q

1. ↑  https://demo.istat.it/?l=it.